# Cataulacus setosus
Cataulacus setosus är en myrart som beskrevs av Smith 1860. Cataulacus setosus ingår i släktet Cataulacus och familjen myror. Inga underarter finns listade.